# منعطف النهر (رواية)
منعطف النهر (بالإنجليزية: A Bend in the River)‏ هي رواية للكاتب البريطاني الحائز على جائزة نوبل فيديادر سوراجبراساد نيبول، نشرت عام 1979، لأول مرة عن دار نشر كنوبف.